# Grönsjöarna (Tännäs socken, Härjedalen, 696064-131400)
Grönsjöarna är en sjö i Härjedalens kommun i Härjedalen och ingår i Ljusnans huvudavrinningsområde.